# Девастирање православних светиња на Косову и Метохији
Девастирање православних светиња на Косову и Метохији je систематизован приказ свих српских цркава, манастира и других светиња; разорених, оштећених, оскрнављених и опљачканих од средњег века до данашњих дана. Ови верски и историјски објекти који су овде наведени и разврстани према историјским периодима, могу се према степену девастације поделити у три категорије: уништени манастири (7 објеката), уништене цркве (34 објекта) и демолиране, опљачкане и спаљене цркве, манастири и остали споменици (87 објеката).

## Општа разматрања
Косово и Метохија, два централна региона дугогодишње српске државе, одраз су српског духовног и културног идентитета и државности од средњег века до данашњих дана. Историја Косова и Метохије је уско повезана како са историјом средњовековне српске државе, тако и са настанком, развојем и опстанком српске православне цркве. О томе најбоље говоре бројни манастири и цркве, као и остали споменици културе, који сведоче о вековној повезаности цркве и народа на овим просторима.
Српско племство саградило је у Средњем веку много малих капела и неколико десетина манастира и цркава, а део њих су сачувани и до данас. Развој косовске области као духовног средишта српског народа одражавао се и у нарочито великој концентрацији српских цркава и манастира на овој територији. По неким евиденцијама, на овим просторима било је близу две стотине сачуваних или порушених православних храмова, али их је заправо било далеко више. Како се на Косову и Метохији налази више цркава и манастира него у било ком другом делу Србије - евидентирано је преко 1.500 споменика српског културног наслеђа, оно се с правом сматра духовним исходиштем и средиштем Срба.
| „ | Најбројнији су споменици подигнути од 12. до 16. века. Епархија рашко-призренска помиње се у Хрисовуљи византијског цара Василија II далеке 1019 године. Део историје и културе човечанства представљају и средњовековни православни споменици Високи Дечани, Пећка патријаршија и две задужбине краља Милутина – Грачаница и Црква Богородице Љевишке. | ” |

Православна вера и црква као институција имале су запажено место у Османском друштву тек од 19. века. У поробљеној Србији непрестано су повратним механизмом вршени утицаји у оба смера, хришћани су хтели да граде своје светиње а муслимани су то спречавали и повремено их рушили. У таквим условима однос државе према цркви одражавао се на црквено градитељство, заправо на све оно на шта је црква у својим догматским оквирима и богослужбеној пракси обраћала пажњу: на иконопис и опрему цркве, декорисање, одржавање и само подизање храмова.
Доношењем законских аката још из Средњег века држава је на простору Косова и Метохије контролисала и креирала визуелни идентитет својих градова. Хатишерифом из 1830. године Србија је добила слободу вероисповести и црквена уметност доживљава експанзију. Танзиматске реформе су омогућиле развој пре свега црквеног градитељства, које је до тада било сведено на објекте код којих се нису смела експлицитно истицати верска обележја. Мање и неупадљиве цркве су се мењале или су се градиле нове, које су својом архитектуром заузимале јасно место у визуелном идентитету Косовско-Метохијске средине.
У малом временском размаку од увођења реформи на простору Косова и Метохије, као и на простору Балкана изграђен је велики број хришћанских храмова. Истовремено, на неослобођеном југу, присутне су и даље мање, неупадљиве цркве базиличног типа.

### Косово и Метохија у периоду ратова од 17. до средине 20. века
Тежак период Косово и Метохија преживели су у време ратова: аустро-турски рат 1715–1738; ослободилачки устанци српског народа, Први (1804) и Други српски устанак (1814), Балкански ратови, Први (1915) и Други светски рат (1941–1945).
Сви завојевачи, за тих скоро триста година, скрнавили су, демолирали, рушили и палили српске цркве и манастире.
Најсветлији историјски догађаји за хришћане Косова и Метохије у 20. веку јесу њихова ослобођења из непријатељског ропства, и доминације муслимана, у Балканским ратовима, Првом и Другом светском рату.

### Косово и Метохија у време комунистичке власти
Још пре него што је комунистичка власт овладала простором Косова и Метохије КПЈ је пред крај тридесетих година 20. века интензивно радила на слабљењу српског утицаја, укључујући ту и верски на овом простору. То се најбоље може сагледати у документима КПЈ из средине 30-их година 20. века, у којима они занемарују постојање Срба у Метохији, и искључиво се обраћају „Арнаутима” и „Црногорцима”. На крају једног прогласа Обласног комитета КПЈ за Косово и Метохију из 1937. стоји:
| „ | Живела арнаутска и црногорска заједничка борба за слободу и грађанска права! Живела заједничка борба свих поробљених народа Југославије! | ” |

Искључивање српских елемента из борбе за национална права „поробљених народа” оставља јасан утисак да су Срби угњетачка нација, чиме је у потпуности КПЈ оправдавала и подржавала удружену борбу осталих народа и националних мањина против заједничког непријатеља - српског народа.
Према мишљењу југословенских комуниста „слободу и равноправност свих угњетених народа” могуће је остварити једино у „борби против
великосрпских хегемониста свих боја и њихових агената како у редовима радничке класе тако и ван њених редова, као и агената страних империјалиста, у првом реду италијанског вођства црногорске федералистичке странке као и бегова и барјактара на Косову и Метохији као агената разних империјалиста”.
Мада је до средине 1940. постигнут „један мали успех” међу „арнаутском омладином”, укупан резултат налазио се испод очекиваних вредности.
Стога је „продор међу Арнауте и њихово окупљање око КП” означено као „главни задатак ОК КПЈ и целог чланства”. С тим у вези, комунисти су позивали на „борбу против колонизаторских метода српског буржоазије у тим областима и протеривање свих оних колонизованих елемената помоћу којих српски буржоазија угњетава македонске, арнаутске и друге народе”. У том контексту Миладин Поповић, политички секретар ОК КПЈ за Косово и Метохију, говорио је како су колонисти „стуб [српске] хегемоније”.
У време комунистичке власти (од 1945 до 1989), прогнаним Србима је забрањен повратак на Косово и Метохију а Српској цркви, односно манастирима на територији Рашко-призренске епархије, одузета је (национализована) имовина. Поред тога, албански националисти појачали су нападе на Српску православну цркву. То атаковање вршено је углавном кроз три вида: 
- Напад на свештена лица (два пута је нападнут епископ рашко-призренски Павле – данас српски патријарх). Посебно су били чести напади на монашка лица (монахиње манастира Девича).
- Насилно одузимање имовине (пољопривредних усева), сеча манастирске шуме, одузимање стоке и друго.
- Рушење, демолирање и скрнављење црква, манастира и других црквених објеката.[1]

Атаковања на Српску православну цркву и њене светиње нарочито су учестали после 1968. године. Атаковања на Српске православне светиње бивала су све чешћа и жешћа да би у ноћи између 15. и 16. марта 1981. године кулминирала пожаром старог конака манастира Пећке патријаршије.

### Косово и Метохија у периоду од 1989. до 1999.
Период на Косову и Метохији од 1989. до 1999. године, може се поделити у три временске целине. 
Први период или распад Југославије
Први период карактеришу демонстрације и сукоби полиције са албанским сепаратистима и распад Југославије, односно грађански рат од 1991 до 1995. Овај период био заправо, увод у косовско-метохијско страдање.
Други период бомбардовање НАТО алијансе
Овај период који је трајао седамдесет осам дана, је био први покушај да се на силу овлада територијом Косова и Метохије од стране међународне заједнице и власт преда у руке Албанцима.
Трећи период од доласка УНМИК-а и КФОР-а до данас
Ово је период отимања Косова и Метохије од стране међународне заједнице. Уплитањем Уједињених нација, након 50 година лажног суживота на простору Косова и Метохије, које је повремено било праћено девастацијом српских православних светиња, настао је период страха и ужаса.
Од 15. јуна 1999. истовремено, са прогоном православног Српског народа уз разноврсна насиља и злочине (избацивање из кућа, пљачке, силовања, киднаповања, убијања и масакрирања невиних људи), вршено је, и још увек се врши, систематско затирање духовних корена Српског народа пљачкањем, демолирањем, паљењем и рушењем и Православних светиња широм Косова и Метохије.

## Позадина догађаја везаних за девастацију православних светиња од Средњег века до данас
Дешавања на простору везана за девастацију православних светиња на Косову и Метохији, још од пропасти државе из доба Немањића, повезана су са албанизацијом топонима, антропонима, хидронима, тј. свега онога што може да сведочи о идентитету територије, културној баштини, духовном наслеђу, световног и сакралног градитељства, или носи српски назив, и може да сведочи о идентитету територије и поткрепљује српско историјско право на простор Косова и Метохије.
Вековима је простор Косова и Метохије пустошен ратовима и другим несрећама али је и поред тога преостао један број споменика са драгоценим фрескама и ризницама. Готово у сваком граду или селу „преживљавале“ су мале цркве које су рушене и обнављане, или до данас остале само црквишта или рушевине црква. А тамо где нису остале ни рушевине ни било какви трагови њиховог постојања остали су географски епоними (црквени долови, брегови и лугови, њиве и ливаде; црквени и калуђерски кладенци, потоци и извори; гробови и гробишта; мостови и бродишта) са циљем да сачувају успомену на давна времена кад су тамо били српски споменици културе.
Са изузетком Дечанске, делимично Грачаничке и Пећке ризнице нестало је на хиљаде покретних споменика, икона, богослужбених књига, сасуда, звона и осталог. Слично стање је и са српским повељама, рукописима и штампаним књигама цркава и манастира са Косова и Метохије.
| „ | Само у пожару Народне библиотеке у Београду 6. априла 1941. године изгореле су 43 рукописне и штампане књиге из 13. до 18. века, донете током 19. и 20. века из, тада зване, Старе Србије, на чување. Међу њима је било и Призренско јеванђеље из 13. века, Поменик Богородице Љевишке из 15., као и десетине других књига. Десетине и десетине српских рукописних и штампаних књига разнето је по музејима и институтима широм света. | ” |

И поред бројних недаћа остало је наслеђено од српске националне баштине на простору Косова и Метохије још доста тога, као доказ народног, духовног, културног и српског идентитета и подсећање на државотворност, веру и огњиште српског народа.
После вишевековног опстанка Срба на Косову и Метохији, друга половина 20. века био је припремни период за фактичко изузимање простора Косова и Метохије из састава Србије, који је практично и реализован 1999. године, протекторатом на основу Резолуције 1244 Савета безбедности Уједињених нација и главног циља да се ново стање формализује креирањем новог статуса, којим се укида српско државно право на Косово и Метохију као интегралном делу Србије.
За Србе православне вере Косово и Метохија није питање митске прошлости, географије, није социјално питање, ни историјско косовско, већ питање постојања и опстанка једног народа. Сталним насиљем, пљачком и узурпацијом манастира и других споменика култура и градитељства онемогућава се, економски опстанак, и тиме се последично елиминише српско становништво.
Елиминацијом становништва православне светиње Косова и Метохија се тиме лишавају и верника, чиме се духовно „умртвљују“ и своде на објекте – споменике, који се потом могу срушити или изменити идентитет (од српских православних постати косовски-„нових албанских православаца, што најбоље илуструју подаци из кандидатуре Косова за пријем у УНЕСКО).

## Судбина девастираних православних светиња
Каква год да је била, или је тренутна или будућа судбина, девастираних православних светиња на Косову и Метохији, с оне стране административне границе Србије и Косова и Метохије, ови девастирани манастири, цркве и споменици културе, живеће у подсвести сваког православца. Они ће сведочити о части и достојанству сваког хришћанина, који је те храмове кроз векове изградио, као и њиховим подвизима којима је настојао да их још из периода Османлијског царства, сачува од заборава, срамоте и подлости других народа, који су уништили или у чијем присуству је настало разарање, у доле наведени списковима, културно благо српског, али и светског, културног наслеђа.

### Спацијалне заштитне зоне
Специјализована јединица полиције за културно наслеђе патролирају на 24 локалитета, укључујући 22 цркве и манастире СПЦ. Наслеђе Српске православне цркве и верски локалитети уживају бољи статус захваљујући специјалним заштитним зонама, али, неконтролисан развој угрожава заштиту локалитета у овим зонама.
Иако је ОЕБС  уочио позитивне кораке у институционалном поштовању Закона о специјалним заштитним зонама,  неконтролисан развој, углавном бесправна градња и рушење објеката наслеђа, и даље изазива забринутост због начина на који утиче на заштиту локалитета специјалних заштитних зона на којима су српске светиње.
На то утиче и чињеница да су од 2014. године представници општина, као што су председник општине или општински одбор за безбедност у заједници (ООБЗ), осудили  свега 18 од 247  инцидената, због чега ОЕБС препоручује неопходно ојачавање напора да се јавно осуде инциденти против локалитета верског и културног наслеђа.

## Приказ девастирања Српских православних светиња од Средњег века до данас
- Девастирање православних светиња на Косову и Метохији у средњем веку
- Девастирање православних светиња на Косову и Метохији у светским ратовима
- Девастирање православних светиња на Косову и Метохији до распада СФРЈ
- Девастирање православних светиња на Косову и Метохије у време НАТО бомбардовања СРЈ
- Списак девастираних православних цркава и манастира на Косову и Метохији 1999.
- Списак девастираних православних светиња на Косову и Метохији у 21. веку

## Супротстављени ставови
Данас светом круже информације неких западних посленика, сувих рационалиста а и неких међу Србима о некритичким ставовима српских Православца склоних митоманији и претеривању о „српском миту о Косову“ који је настао само зато да би био стављен „у функцију“ не знам којег и како све називаног српског „национализма“.
Међутим код оних разумнијих људи у свету, поставља се питање како митоманијом објаснити чињенице да на тако малом географском простору какав је Косово и Метохија, једва стотину километара у круг, Српски Православни народ и његова Црква имају 1.300, и словима хиљаду триста цркава и манастира који потичу из периода од 12. до 20. века, који су подизаних и обнављани у континуитету пуних осам векова, било у слободи или ропству, било у слављу или патњи, у вишевековном страдању непризнатом од хришћанске Европе, почев од петовековног турског, донедавног полувековног комунистичког и овог најновијег крајвековног и крајмиленијумског албанског-натовског страданија.